# Praxithea guianensis
Praxithea guianensis es una especie de escarabajo longicornio del género Praxithea, tribu Torneutini, subfamilia Cerambycinae. Fue descrita científicamente por Tavakilian & M. L. Monné en 2002.
La especie se mantiene activa durante los meses de mayo, junio, julio, agosto, septiembre y noviembre.

## Descripción
Mide 21-30,7 milímetros de longitud.

## Distribución
Se distribuye por Brasil y Guayana Francesa.